# EX 少年漂流
『EX 少年漂流』（イーエックス しょうねんひょうりゅう）は、山田恵庸による日本の漫画作品。 『マガジンSPECIAL』（講談社）にて1999年No.8から2001年No.9まで連載された。
津波に襲われて無人島と化した土地を舞台に繰り広げられる、サバイバル・アクションである。一部の登場人物の風貌は、作者の後の作品『エデンの檻』に受け継がれている。

## あらすじ
聡とその友人たちは、中学最後の夏休みに雉島に行くことになった。しかし、その途中で船が津波に襲われたため、聡たちは集団パニックに陥ってしまう。

## 登場人物

### 仲間
聡（さとし）
本作の主人公。母親と姉がいる（父親は登場しない）、ごく普通の少年である。
柊美香（ひいらぎ みか）
本作のヒロイン。聡に好意を寄せている。
後年発表された作品『サタノファニ』では、主人公の親友で高校生という設定で登場している。
真一（しんいち）
聡の友達。筋肉質で喧嘩も強く、聡たちが戦う時は主力として活躍する。
守宏（もりひろ）
聡の友達の眼鏡をかけた少年。左利き。
真面目でおとなしい性格だったが、津波に巻き込まれて死に直面した際には聡に救命胴衣を要求し、彼が渡すことを拒んでいるうちに海に飲み込まれた。その後、死亡したかに思われていたが、雉島に漂着する。島では極限状態に何度もおちいって精神がボロボロになり、聡が他の仲間たちと自分のことを忘れたかのように楽しくしていたのを見て激しく怒りを覚え、聡らへの復讐を誓う。しかし、後に和解して聡らに合流する。
友坂（ともさか）
美香の親友。年齢以上に大人びており、中学生でありながら喫煙者。船内で死亡する。
赤谷（あかたに）
横浜に勤務していた免疫学を専門とする医師。途中で謎のウイルスに侵され、死に際に出会った聡に美香を匿った部屋の鍵を渡し、デブ（後述）に致命傷を負わされる。作中では最初にウイルスの正体を看過した人物で、後に島で同様にウイルスを研究した弟が登場する。
作者が後年発表した作品『DEATHTOPIA』にて、眼鏡をかけた同名の医師が登場するが、本作の赤谷とは容貌がかなり異なる。
暁源三（あかつき げんぞう）
星を観測している学者。26歳。喫煙者。
ウイルスに犯されながらも理性を失わず、聡たちを助けて以降は彼らの保護者的立場となって支える。しかし、ウイルスの末期症状を目の当たりにしたことで理性の残っているうちに死のうと決意し、デブを体育館に誘い込む。「もっと星を眺めたかったな」とひとりごち、粉塵爆発を起こしてデブとともに壮絶な最期を遂げる。
作者が後年発表した作品『DEATHTOPIA』にも刑事という設定で登場している。
網元（あみもと）
雉島の漁師の元締め。アサヒという犬を飼っている。
初登場時は強い精神力でウイルスの影響は現れていなかったが、後に島の観光地化と移住者や観光客により島が汚された怒りを現し、聡たちを漁師を率いて襲った。やがてウイルスに抗うことは不可能と悟り、聡らの将来を案じつつ崖から身を投げて最期を遂げる。
大和香奈（やまと かな）
聡らと同じく中学3年生。島育ちながらもカナヅチ。母親が教師であることからか勉強が得意である。特に理系分野に長ずることから、聡らのブレーン的役割を担っていく。
大和耕太（やまと こうた）
香奈の弟で小学4年生。サッカー部。
貴理子（きりこ）
神主の娘。耕太と同じ学校に通う。

### 敵
デブ
聡たちが乗船した船の新人船員。本名不明。極度の肥満体型。
仕事の手際が悪かったようで他の船員からいじめられており、人からの愛情に飢えた歪んだ性格になっていた。ウイルス感染後はその特徴がより強くなり、船員にいじめられた際の怪我に包帯を巻いてくれた美香に執着し、表面上でも優しくしてくれた一馬に従った。源三を追って体育館に誘い込まれたところで、源三の起こした粉塵爆発に巻き込まれて死亡する。
一馬秋彦（かずま あきひこ）
本作の黒幕的存在。日本壊滅の影響で周囲の人々が混乱する中、悪事を企て始めて言葉巧みに殺人教唆などを行い、聡たちや周囲の人々を更なる混乱に陥れる。しかし、ウイルスの末期症状に至ったデブによって殺される。
三田（みた）
一馬と共謀する男。左目の下に泣きぼくろがある。源三の大学で彼とは研究所の同期だった。ウイルスの末期症状を知ったことによる恐怖の中、デブに殺されてしまう。

## 単行本
巻末に、作者による書き下ろしおまけ漫画『天の邪鬼マンガ屋日記「鬼軍曹」』が掲載されている。また、巻末の帯にはカラーイラストが描かれている。
1. ISBN 4-06-312845-8
2. ISBN 4-06-312887-3
3. ISBN 4-06-312939-X
4. ISBN 4-06-312971-3
5. ISBN 4-06-313038-X

電子書籍版については、講談社のコミックプラスで各巻の試し読みができるだけであったが、2016年7月22日にはAmazon Kindleなどで全巻同時に配信開始された。